# Sophie Templer-Kuh
Sophie Templer-Kuh (* 23. November 1916 in Wien, Österreich-Ungarn; † 15. Januar 2021 in Berlin) war eine Tochter des Psychoanalytikers und Anarchisten Otto Gross und Ehrenvorsitzende der Internationalen Otto Gross Gesellschaft e. V.

## Leben
Sophie Templer-Kuh war eine nichteheliche Tochter des Psychoanalytikers Otto Gross und seiner Geliebten Marianne Kuh (1894–1948), einer Schwester des Wiener Journalisten und Kaffeehausliteraten Anton Kuh, und Halbschwester des Journalisten Michael Stone (Michael Kuh).
Von Februar 1920 bis 1924 wuchs Sophie Kuh bei Pflegeeltern in Dänemark auf. Als ihre Mutter mit dem Schriftsteller Alexander Solomonica in „wilder Ehe“ zusammenlebte,  holte sie ihre Tochter nach Berlin, wo die Familie in der Nähe des Romanischen Cafés wohnte, in dem auch ihr Onkel Anton Kuh verkehrte. Das Kind wurde in dem Glauben gehalten, Alexander Solomonica sei ihr Vater. Während ihrer Berliner Zeit war Sophie Kuh mit dem älteren John Graudenz befreundet. Schon 1933 emigrierte die Familie wegen ihrer jüdischen Abstammung nach Wien und 1939 nach London, ihr Stiefvater erhielt kein Visum und kam 1942 im Ghetto Litzmannstadt um. Im Zweiten Weltkrieg arbeitete sie in der britischen Armee. 1946 heirateten Sophie Kuh und Simon Templer. Das Ehepaar hatte zwei Kinder: Tochter Anita (* 1946) und Sohn Anthony (* 1954). 1960 kehrte Sophie Templer-Kuh – gemeinsam mit ihrer Familie – das erste Mal nach Deutschland zurück. Nach der Scheidung siedelte sie 1963 in die USA um. 1985 kehrte sie ein zweites Mal nach Österreich und Deutschland zurück. Am 24. Mai 2011 verlieh der Bund Deutscher Kriminalbeamter – Landesverband Brandenburg – Sophie Templer-Kuh die Ehrenmitgliedschaft.
Sophie Templer-Kuh wohnte in Berlin. Sie starb dort im Januar 2021 im Alter von 104 Jahren.

## Zitate
Franz Kafka begegnete während einer nächtlichen Bahnfahrt von Budapest nach Prag im Juli 1917 Otto Gross, der sich in der Begleitung von Marianne Kuh, Sophie Kuh als Säugling und Anton Kuh befand. An Milena Jesenská schreibt Kafka in einem Brief, für den die Herausgeber das Datum 25. Juni 1920 und den Ort Meran angeben:

„Otto Gross habe ich kaum gekannt; daß hier aber etwas Wesentliches war das wenigstens die Hand aus dem ‚Lächerlichen‘ hinausstreckte, habe ich gemerkt. Die ratlose Stimmung seiner Freunde und Verwandten (Frau, Schwager, selbst noch der rätselhaft schweigende Säugling zwischen den Reisetaschen – er sollte nicht aus dem Bett fallen, wenn er allein war – der schwarzen Kaffee trank, Obst aß, alles aß, was man wollte) erinnerte in etwas an die Stimmung der Anhänger Christi, als sie unter dem Angenagelten standen.“

In seinem Roman Barbara oder die Frömmigkeit beschreibt Franz Werfel eine Szene, die ebenfalls auf Sophie Kuh als Kind bezogen wird:

„Der Grund aber, warum Ferdinand diesen Unterschlupf schon nach drei Tagen verließ und irgendwo ein enges Zimmer mietete, war nicht allein der Schmutz, die Überfülle und der Lärm – der Grund war das Kind. Ja, der quäkende Organismus, der unbeaufsichtigt in einem Wäschekorb auf dem Tische lag, während daneben die verschlungenen Wege des Eros erörtert wurden, war ein Kind.“

## Filmdokumentation
Mit einer finanziellen Förderung des Filmfonds Wien hat Sandra Löhr 2008 den Dokumentarfilm Die Vatersucherin gedreht. In einer Synopsis heißt es:

„Der Film zeigt die 88-jährige Jüdin Sophie Templer-Kuh bei der Suche nach ihrem österreichischen Vater, dem Anarchisten und Psychoanalytiker Otto Gross. Sie begibt sich dabei direkt in die Anfangsjahre der Moderne: in das Wien der zehner und zwanziger Jahre des vorigen Jahrhunderts. Die Suche nach ihrer verlorenen (Familien)Geschichte ist der fremde Blick einer Emigrantin auf Europa, die nach und nach begreift, wie sehr ihr Vater etwas mit den heutigen Werten einer liberalen, selbstbestimmten und individualistischen Gesellschaft zu tun hat.“

Anlässlich des 7. Internationalen Otto-Gross-Kongresses wurde der Dokumentarfilm in Dresden am 3. Oktober 2008 – im Beisein der Protagonistin – dem Kongresspublikum gezeigt.